# Lambrusco coltelli rose & pop corn
| Recensione | Giudizio |
| ---------- | -------- |
| AllMusic   | [ 2 ]    |

Lambrusco coltelli rose & pop corn è il secondo album in studio del cantante italiano Luciano Ligabue, pubblicato dalla WEA Italiana nel 1991.

## Descrizione
Durante il 1991 raggiunge la 7ª posizione nella classifica italiana, alla fine risulterà il 20º album più venduto di quell'anno.
Nel 2008 è stata pubblicata una edizione deluxe del CD rimasterizzato (Warner Music Italy catalogo 518 6 51648 5). Il 20 settembre 2011 questa versione è stata ristampata anche su LP con tiratura limitata a 500 copie.
L'unica canzone non inedita dell'album è Anime in plexiglass, già incisa nel primo 45 giri di Ligabue Anime in plexiglass/Bar Mario, un singolo promozionale a tiratura limitata del 1989 e presente qui in un'altra versione.
Secondo Federico Piccioni di Ondarock, "Con il suo secondo album Ligabue codifica, sin dal titolo, quanto già abbozzato con l’esordio discografico. Se "Ligabue" è la prova generale, "Lambrusco coltelli rose & popcorn" è la messa in scena, ossia la declinazione, più cosciente, più ragionata e più sofisticata, di quanto già raccontato".

## I video musicali
- Libera nos a malo, su YouTube. URL consultato il 4 ottobre 2014.
- Lambrusco & pop corn, su YouTube. URL consultato il 4 ottobre 2014.
- Sarà un bel souvenir, su YouTube. URL consultato il 4 ottobre 2014.
- Urlando contro il cielo, su YouTube. URL consultato il 4 ottobre 2014.
- Salviamoci la pelle!!!!, su YouTube. URL consultato il 4 ottobre 2014.
Live al Festival del Jazz di Montreux, 10 luglio 1992.

"Di ques"ti 5 videoclip, origin"ariamente disponibili solo in vid"eocassetta sull'home video Videovissuti e videopresenti del 1993, i primi quattro sono stati inclusi nei DVD Primo te."po del 2007 e Videoclip Collection del 2012, quest'ultimo distribuito solo nelle edicole.

## Tracce
Testi e musiche di Luciano Ligabue.
Lato A
1. Salviamoci la pelle!!!![5][7] – 4:48
2. Lambrusco & pop corn – 4:29
3. Camera con vista sul deserto[5] – 3:44
4. Anime in plexiglass – 4:57
5. Con queste facce qui[5] – 4:50

Lato B
1. Sarà un bel souvenir – 4:45
2. Intro / Libera nos a malo[8] – 4:48
3. Ti chiamerò Sam (se suoni bene)[5] – 3:51
4. Urlando contro il cielo – 3:38
5. Regalami il tuo sogno[5] – 3:29

## Formazione
- Luciano Ligabue - voce e chitarra acustica

### Clan Destino
- Gigi Cavalli Cocchi – batteria e percussioni, cori
- Max Cottafavi – chitarra elettrica, bottleneck
- Luciano Ghezzi – basso e cori
- Giovanni Marani – organo Hammond e pianoforte, cori

### Altri musicisti
- Anchise Bolchi – violino in A5, B3, B5
- Franco Borghi – fisarmonica in Ti chiamerò Sam
- Massimo Lugli – armonica in Camera con vista sul deserto
- Coro Monte Cusna in Libera nos a malo

## Classifiche

### Classifiche settimanali
| Classifica (1991) | Posizione massima |
| ----------------- | ----------------- |
| Italia            | 4                 |
| Europa            | 60                |
| Classifica (1997) | Posizione massima |
| Italia            | 21                |

### Classifiche di fine anno
| Classifica (1991) | Posizione |
| ----------------- | --------- |
| Italia            | 20        |